# Agnez Mo
Agnez Mo är Agnes Monicas tredje musikalbum, släppt den 1 juni 2013.

## Låtlista
1. Hide and Seek
2. Walk
3. Bad Girl
4. Flying High
5. Got Me Figured Out
6. Things Will Get Better
7. Renegade
8. Be Brave
9. Let's Fall in Love Again
10. Shut 'Em Up